# 차세대
차세대는 대한민국의 인디 록밴드이다. 2019년 EP 《The Next Generation》으로 데뷔했다.

## 방송
- 아시안탑밴드 (2020) - 한국 대표 선발전 Top16
- 그레이트 서울 인베이전 (2022) - Top18(16위)

## 음반
- The Next Generation (2019)
- 타이타닉 (2019)
- 제비다방 컴필레이션 2019/2020 (2019)
- 춤의왕 (2020)
- 해비치 (2021)

## 공연
- 차세대 정규 1집 발매 기념 쇼케이스 춤의왕 (2020)
- 토크콘서트 'Coloring Book' - 인천 (2021)
- 음악가의 서평 '차세대' (2021)
- 먼데이프로젝트 시즌4［차세대 단독 콘서트］ (2021)

## 경력
- EBS 하반기 헬로루키 with KOCCA (2019)